# Rainbow Island (film fra 1917)
Rainbow Island er en amerikansk stumfilm fra 1917 af Billy Gilbert.

## Medvirkende
- Harold Lloyd som Harold
- Harold Pollard som Snub
- Bebe Daniels
- Frank Alexander
- Carl Barbesgaard